# 石野重則
石野 重則（いしの しげのり、1928年（昭和3年）12月3日 - 2008年（平成20年）12月18日）は、昭和から平成時代の政治家。兵庫県西脇市長。

## 経歴
兵庫県出身。1948年（昭和23年）神戸工業専門学校建築科卒業。
1948年（昭和23年）中学校教師を経て、1950年（昭和25年）西脇町に奉職。市制施行後、1972年（昭和47年）市長公室長、1976年（昭和51年）助役を経て、1986年（昭和61年）西脇市長に当選。3期務め、1998年（平成10年）引退した。2008年（平成20年）12月18日死去、80歳。死没日をもって従五位に叙される。